# Смедли, Уильям Томас
Уильям Томас Смедли (англ. William Thomas Smedley; 26 марта 1858, округ Честер, Пенсильвания — 26 марта 1920, Бронкс, Нью-Йорк, США), американский художник, иллюстратор.

## Биография
Родился в семье квакеров.

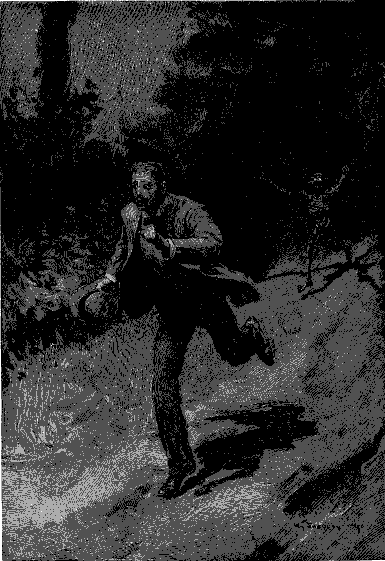
Иллюстрация У. Смедли для оригинального издания «Номер 249» А. Конан Дойля в журнале «Harper’s Magazine» сентябрь 1892 г.

В молодости работал в газете. После окончания Пенсильванской академии изящных искусств в г. Филадельфия, совершил круиз по южным морям.

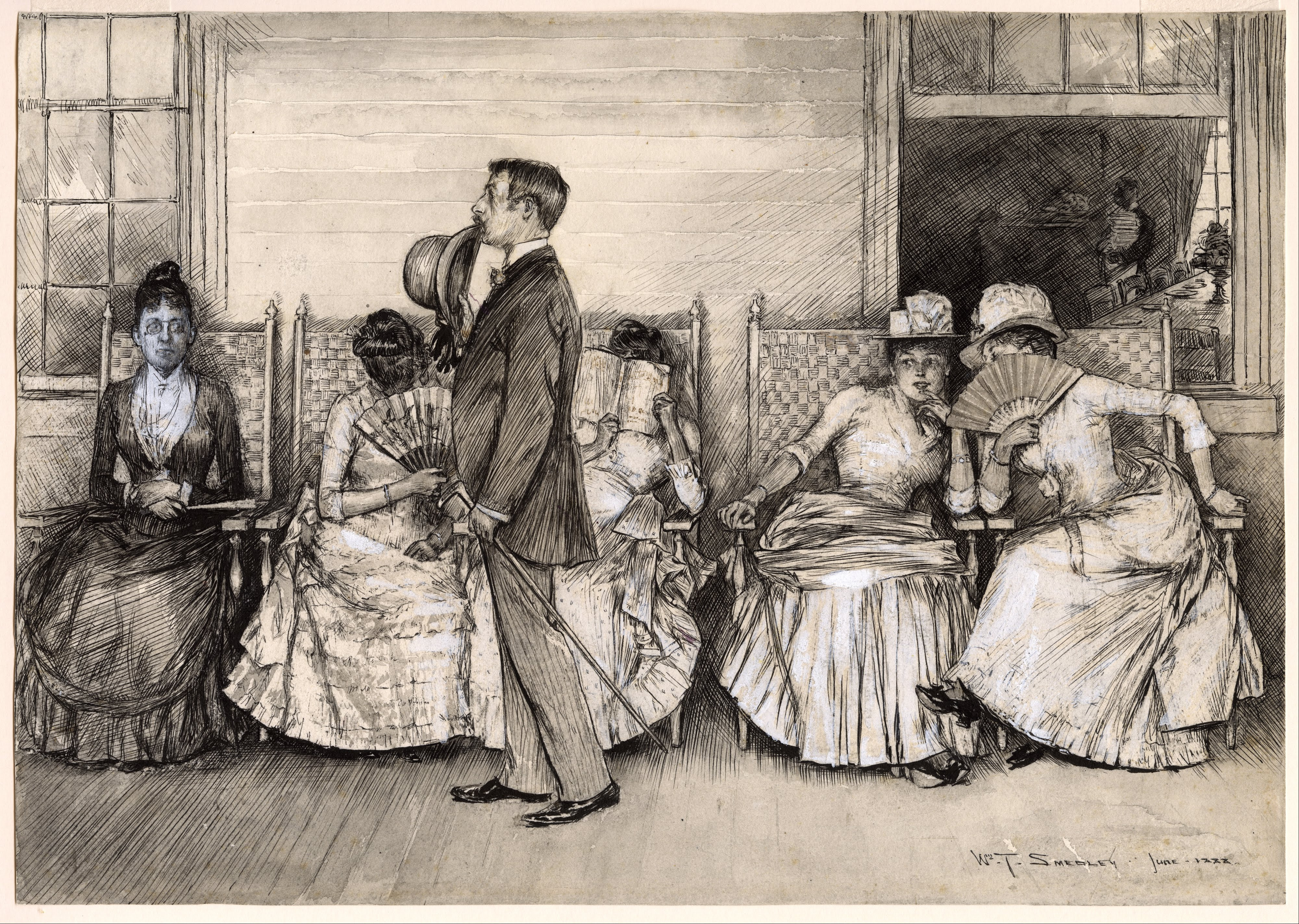

Продолжил учёбу в Париже под руководством Жана-Поля Лорана.
В 1880 году поселился в Нью-Йорке. В 1882 году вместе с генерал-губернатором Канады Дж. Кэмпбеллом отправился через в путешествие через всю страну, готовя эскизы для альбома «Живописная Канада».
В 1905 г. У. Смедли стал членом Национальной академии дизайна.
Бо́льшую часть его творчества составляет журнальная и книжная иллюстрация, кроме того картины на тему истории и современной жизни Америки, писал портреты, автор ряда акварелей.
В 1890 году получил премию Американского общества акварелистов. В 1900 году отмечен бронзовой медалью на Всемирной выставке в Париже.